# Weraroa
Weraroa is een geslacht van schimmels behorend tot de familie Hymenogastraceae. De typesoort is Weraroa novae-zelandiae. Later is deze soort echter heringedeeld naar het geslacht Psilocybe met de naam Psilocybe weraroa.

## Soorten
Volgen Index Fungorum telt het geslacht vier soorten (peildatum november 2023):
| Soortnaam          | Auteur(s)            | Publicatiejaar |
| ------------------ | -------------------- | -------------- |
| Weraroa coprophila | A.H. Sm.             | 1965           |
| Weraroa nivalis    | A.H. Sm.             | 1965           |
| Weraroa patagonica | Singer & J.E. Wright | 1959           |
| Weraroa spadicea   | Singer               | 1959           |